# Међународни дан младих
Међународни дан младих је годишњи међународни догађај који се слави 12. августа. Први пут обележен 2000. године, дан има сврху да скрене пажњу на проблеме, културна и правна питања омладине, ученика, студената. Не треба га мешати са Светским даном омладине, који Католичка црква организује сваког јула различитог датума.

## Замисли
Датум обележавања овог празника одређен је за 20. јануар 2000. године Резолуцијом 54/120 Генералне скупштине Организације уједињених нација, а према препоруци са Светске конференције министара задужених за омладину одржане од 8. до 12. августа 1998.  године у Лисабону.
Дан је замишљен као прилика да се скрене пажња на питања младих широм света. Концерти, радионице, културне манифестације и скупови које организују државне власти и омладинске организације одржавају се широм света у част овог дана.

## Статистике
Према проценама Уједињених нација, а како саопштава генерална директорка Унеска Ирина Бокова, половина светске популације је млађа од 25 година. Она се суочава са многим неједнакостима и неправдама. Некоме фали новца за искоришћавање потенцијала, некоме вештина, знања и самопоуздања, а некоме посла. Она сматра да овај дан треба искористити за признање доприноса младића и девојака широм света развитку друштва. Како каже, омладина ће свет тек наследити, али га већ данас мења.
Млади људи су извориште идеја за иновације. Они су данашњи мислиоци, разрешивачи проблема и катализатори мира. Они су најјачи заговорници правде и достојанства на свету. Ипак, потребни су им добри послови, квалитетно образовање и приступ култури за све. Потребно их је саслушати и укључити у друштво. — Ирина Бокова, Унеско
Мада принципијелно говорећи дефиниција омладине варира у односу на контекст у којем се реч налази, за Међународни дан младих узима се универзална дефиниција Организације уједињених нација која за омладинце сматра особе старости од 15 до 24 године. Ипак, она није обавезујућа када је учешће у програмима у оквиру овог празника и служи само у статистичке сврхе.
Као додатна потреба за оваквим даном узима се и чињеница да, према подацима из 2006. године, скоро 85% светске омладине живи у земљама у развоју, што ће до 2025. године порасти на 89,5%. Стога се сматра за неопходно предузимање мера којим би се решили проблеми овог великог дела свеукупне људске популације, посебно на државном и локалном нивоу.

## Теме дана
По угледу на друге празнике Уједињених нација, и Међународни дан младих сваке године има другу тематику. Тако је, на пример, 2013. године тема била миграција младих, 2012. године тема је била партнерство са младима, 2011. променимо наш свет, 2010. дијалог и међусобно разумевање, 2009. одрживост, а 2008. млади и климатске промене.
Године 2007. тема је била будите виђени и чувени, 2006. године тема је била заједно против сиромаштва, 2005. важно је давати обећања, 2004. омладина у међугенерацијском друштву, 2003. проналажење пристојног и продуктивног посла за младе свуда, 2002. садашњост и будућност, 2001. здравље и незапосленост, док је прве године манифестација била свеобухватна, без теме.
На свакој територији посебно спроводе се и манифестације на теме које локални организатори изаберу. Тако се Међународни дан младих у Републици Србији одржава од 2007. године у организацији Министарства спорта и омладине. Тема за 2013. годину била је Активирај се и ти, конципирана као манифестација у Бањи Ковиљачи.